# Yanyuan
För andra betydelser, se Yanyuan (olika betydelser).
Yanyuan, också känt som Yenyüan, är ett härad i Liangshan, en autonom prefektur för yi-folket i Sichuan-provinsen i sydvästra Kina.